# Austrotritia carinata
Austrotritia carinata är en kvalsterart som beskrevs av Wojciech Niedbała 2000. Austrotritia carinata ingår i släktet Austrotritia och familjen Oribotritiidae. Inga underarter finns listade.